# 焦泥峨螺
焦泥峨螺（学名：Cantharus melanostoma），是新腹足目峨螺科Cantharus属的一种。主要分布于印度尼西亚、台湾，常栖息在浅海沙底、沿岸。